# Maison des Templiers (Couches)
Pour les articles homonymes, voir Maison des Templiers.
La maison des Templiers de Couches est une maison située à Couches, dans le département de Saône-et-Loire, en France.

## Présentation
Cette maison date du XVIe siècle et fait l’objet d’une inscription au titre des monuments historiques en 8 septembre 1943.  